# جوموك أوديتولا
جوموك أوديتولا (بالإنجليزية: Jumoke Odetola)‏ (مواليد 16 أُكتوبر 1980)، هي مُمثلة ومُخرجة نيجيرية.

## روابط خارجية
جوموك أوديتولا على موقع IMDb (الإنجليزية)